# Округ Карбон (Јута)
Карбон (енгл. Carbon County) је округ у америчкој савезној држави Јута. По попису из 2010. године број становника је 21.403.

## Демографија
Према попису становништва из 2010. у округу је живело 21.403 становника, што је 981 (4,8%) становника више него 2000. године.
| Група             | 2000.          | 2010.          |
| Белци             | 17.671 (86,5%) | 18.007 (84,1%) |
| Афроамериканци    | 56 (0,3%)      | 93 (0,4%)      |
| Азијати           | 71 (0,3%)      | 125 (0,6%)     |
| Хиспаноамериканци | 2.097 (10,3%)  | 2.659 (12,4%)  |
| Укупно            | 20.422         | 21.403         |